# 強制調停事件
強制調停事件（きょうせいちょうていじけん）は、純然たる訴訟事件に強制調停を使うことについて、裁判を受ける権利や裁判の公開の面からの合憲性が争われた、日本の憲法訴訟。

## 経過
東京都中野区のXは自宅近くにある家屋をYに貸していたところ、家族が復員してきたことでX自身が住んでいる家屋が手狭になったのでYに立ち退きを求めたが、Yが応じないので、1946年10月7日に東京地方裁判所に家屋明け渡し訴訟を提起した。一方で、YはXに対して同年11月12日に占有回収の訴えを提起した。東京地裁は1947年6月に職権で両事件を借地借家調停法及び戦時民事特別法による調停に付したが、不調に終わったため、東京地裁は1948年4月28日に戦時民事特別法第19条により借地借家調停法に準用される金銭債務臨時調停法第7条第1項及び第8条により両事件を併合し、Yは8か月の猶予期間後に本件家屋を明け渡すという「調停に代わる裁判」をした。
これに対しYは抗告したが棄却されたので、Yは金銭債務臨時調停法第7条および第8条に定められた非訟事件手続法を適用しての非公開決定の形式により本件を裁断するのは、裁判を受ける権利を規定した日本国憲法第32条や公開法廷の原則を規定した日本国憲法第82条に違反するとして、最高裁判所に特別抗告した。
1960年7月7日に最高裁は「性質上純然たる訴訟事件につき、当事者の意思いかんに関わらず終局的に事実を確定し当事者の主張する権利義務の存否を確定するような裁判は憲法所定の例外の場合を除き、公開の法廷における対審及び判決によってなされないことは日本国憲法第82条に違反し、日本国憲法第32条の趣旨を没却する」「金銭債務臨時調停法第7条の調停に代わる裁判は既判力が生じ、当事者の意思いかんに関わらず終局的になされる裁判といわざるをえず、その裁判は公開の法廷による対審及び判決によってなされるものではない」「金銭債務臨時調停法第7条の調停に代わる裁判は単に既存の債務関係について利息、期限等の形式的に変更することに関するもの、すなわち性質上非訟事件に関するものに限られ、純然たる訴訟事件につき、事実を確定し当事者の主張する権利義務の存否を確定する裁判等はこれに包含されていない」「家主と借家人が家屋明け渡しの当不当について争っている本件は純然たる訴訟事件であることは明白であり、金銭債務臨時調停法第7条の調停に代わる裁判を正当化した下級審の判断は同法に違反し、同時に日本国憲法第82条・第32条に照らし違憲である」として下級審の判決を破棄し、東京地裁へ裁判のやり直しを命じる決定を下した。15人の裁判官中9人の裁判官による意見であり、3人の裁判官（斎藤悠輔、田中耕太郎、高橋潔）は「日本国憲法第32条は裁判所ではない機関によって裁判されないことを保障したものであって、争訟を訴訟・非訟あるいは公開・非公開いずれの手続きで処理するか等を裁判手続き上の制限を規定したものではない」と、また別の3人の裁判官（垂水克己、島保、石坂修一）は「調停に代わる裁判は既判力がないので違憲ではない」とする反対意見をそれぞれ表明した。
これにより15年争われてきた事案は再び東京地裁で「Xの明け渡し請求はもっともな理由があるかどうか」について審理が行われることになった。

## 過去の判例
過去の同種の事案である借地借家調停について1956年10月31日の最高裁決定では「強制調停制度は裁判を受ける権利を規定した日本国憲法第32条に違反しない」として合憲判決を下している。